# Ministry for the Environment
Das Ministry for Environment, in Maori Manatū Mō Te Taiao, ist ein Ministerium und Public Service Department (Behörde des öffentlichen Dienstes) in Neuseeland, das für sämtliche Belange der Umwelt im Land, bezogen auf Luft, Land, Meer, Frischwasser, städtischer Raum, Atmosphäre und Klima zuständig ist.

## Rechtsgrundlage und Aufgabe
Mit dem Environment Act 1986 wurde im Jahr 1986 das Ministerium gegründet und mit ihm das Office of the Parliamentary Commissioner for the Environment (Büro des parlamentarischen Bevollmächtigten für die Umwelt), dessen Commissioner, der vom Generalgouverneur auf Empfehlung des House of Representatives für fünf Jahre benannt ernennt wird, unabhängig den Prozess des Umweltmanagement in Neuseeland prüft und kontrolliert. Das Ministerium hingehen arbeitet dem Minister for Environment (Umweltminister) zu, gibt Empfehlungen und unterstützt ihn in seinen Entscheidungen. Es unterstützt mit seinen Berichten und Expertisen ebenso die Regierung, die Behörden des Landes und andere Einrichtungen des öffentlichen Dienstes.

## Natural Resources Sector
Das Ministerium ist Teil des sogenannten Natural Resources Sector, einer Einrichtung, in dem die Chief Executive Officer (Geschäftsführer) vom
- Ministry for the Environment,
- Ministry of Business, Innovation & Employment,
- Ministry for Primary Industries,
- Land Information New Zealand,
- Department of Conservation,
- Te Puni Kōkiri und
- Department of Internal Affairs

ein Führungsteam für die Erstellung bzw. Begleitung von Gesetzeswerken zum Schutze der Naturressourcen bilden.
Eine weitere Zusammenarbeit des Ministeriums findet mit der Energy Efficiency and Conservation Authority, der Environmental Protection Authority, dem Ministry of Foreign Affairs and Trade, dem Ministry of Transport, dem Parliamentary Commissioner for the Environment und den lokalen Regierungen und den Verwaltungen der 11 Regional Councils, der 61 Territorial Authorities (11 City Councils und 50 District Councils) sowie den sechs Unitary Councils statt.

## Webseiten
Weitere Webseiten, für die das Ministerium zuständig ist, sind:
- nrs.mfe.govt.nz, Natural Resources Sector
- www.fmg.org.nz, Fiordland Marine Guardians

Frühere Webseiten, für die das Ministerium verantwortliche zeichnete, waren:
- www.4million.org.nz, im Juni 2009 offline genommen
- www.climatechange.govt.nz, im Juni 2016 offline genommen
- www.bioethics.govt.nz, im Januar 2010 offline genommen
- www.lovenz.org.nz, im Juli 2010 offline genommen
- www.reducerubbish.govt.nz, im Juli 2009 offline genommen
- www.sustainability.govt.nz, im Juli 2011 offline genommen
- www.tvtakeback.govt.nz, im September 2014 offline genommen